# Sandro Botticelli

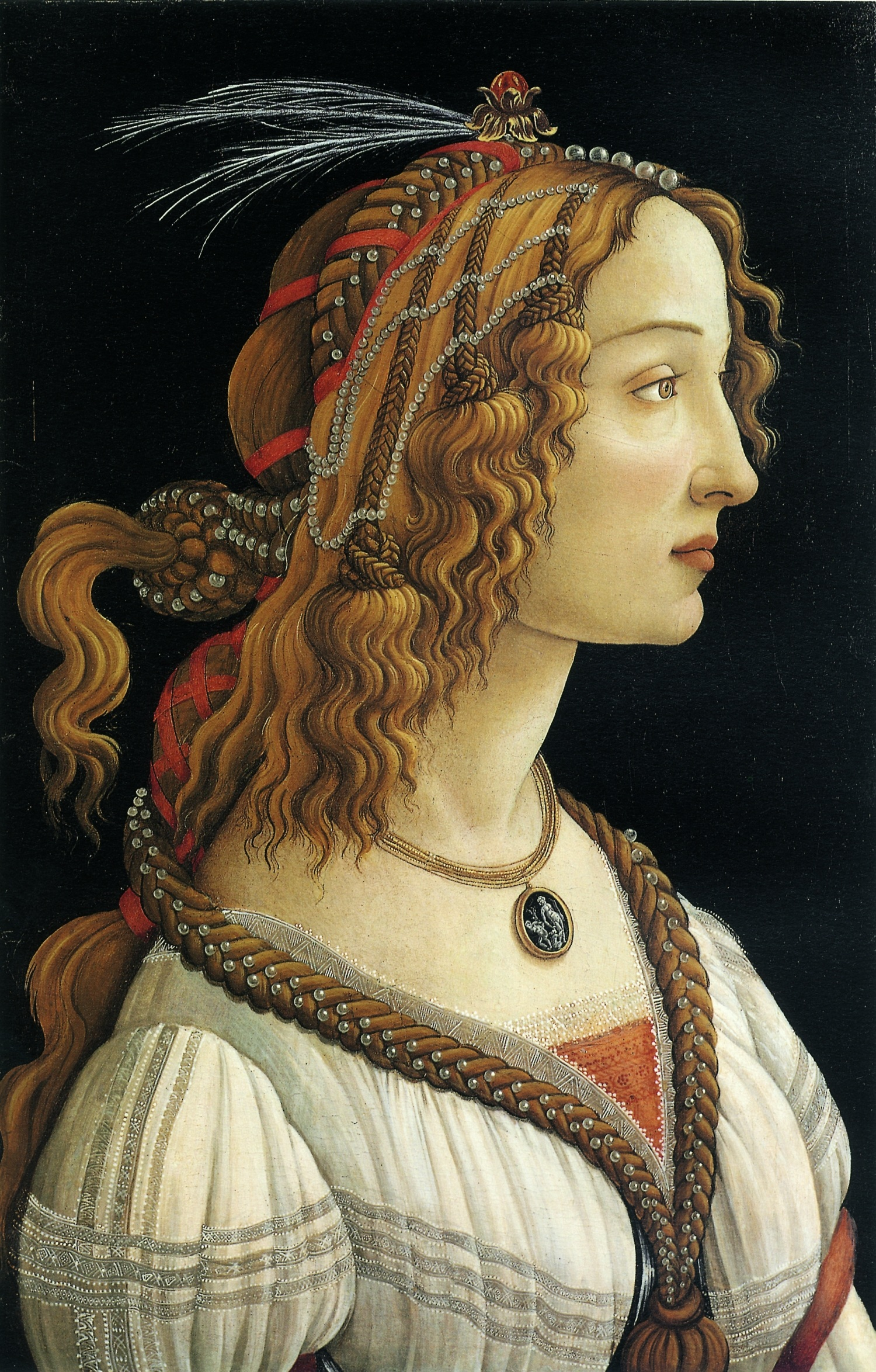
Portret van een jonge vrouw, ca. 1480, Städel Museum, Frankfurt

Alessandro Filipepi, beter bekend als Sandro Botticelli (Florence, rond 1445 – aldaar, 17 mei 1510), was een kunstschilder uit de Italiaanse renaissance.

## Biografie
Zoals met vele Italiaanse kunstenaars uit zijn tijd het geval is, wordt zijn leven beschreven in het beroemde boek Le Vite van de 16e-eeuwse Giorgio Vasari. Zijn bijnaam kreeg hij vanwege zijn broer, die zo dik was dat hij Botticelli oftewel "het tonnetje" werd genoemd.
Botticelli werd geboren in de rione (wijk) Ognissanti in Florence. Hij zou kort in de leer geweest zijn bij "het vaatje", een goudsmid. Bij wie hij daarna in de leer ging is onduidelijk; het vermoeden bestaat dat dit bij Fra Filippo Lippi was, maar ook Andrea del Verrocchio wordt wel genoemd in dit verband. In het laatste geval zou Botticelli Leonardo da Vinci als medeleerling hebben gehad.
In 1470 opende hij zijn eigen studio. In 1481 en 1482 verbleef hij in Rome, waar hij fresco's schilderde in de Sixtijnse Kapel, net als toen onder meer Cosimo Rosselli en Perugino deden. Michelangelo werkte er pas jaren later. Omdat er daar maar drie fresco's van zijn hand zijn, wordt vermoed dat de opdrachtgevers ze niet waardeerden. Daar staat tegenover dat op 17 februari 1482 zijn contract werd verlengd. Maar na het overlijden van zijn vader op 20 februari 1482 ging hij terug naar Florence, om niet meer in Rome terug te keren.
Sandro Botticelli is niet eenvoudig in een categorie onder te brengen - deels kan hij gerekend worden tot de late Middeleeuwen en deels tot de vroege renaissance. Aan het begin van zijn carrière schilderde hij enkele kleine schilderijen die allemaal de elegante en lyrische kleurenpracht hebben van de Boheemse werken van de internationale gotiek. Daarna produceerde hij triomfantelijke werken die gesitueerd zijn in fantasiewerelden, zoals zijn vermaarde La Primavera (ca. 1478) en De Geboorte van Venus (ca. 1485). Tot deze periode behoren ook de portretten waarin geportretteerden en profil worden weergegeven en daardoor doen denken aan ingekleurde Romeinse munten.

## Leerlingen
Na 1500 kon Botticelli, mogelijk wegens een handicap, zelf niet meer schilderen, terwijl zijn leerlingen en medewerkers in het atelier verder bleven werken. Vasari beschrijft de kunstenaar als een verarmde man, die op krukken door de stad strompelde.
Filippino Lippi, zoon van de bovengenoemde Lippi, was een van zijn leerlingen. 
Omdat het gevarieerd is, is het werk van Botticelli in het algemeen moeilijk te dateren. Van sommige werken is zelfs niet duidelijk of hij ze aan het begin of aan het einde van zijn carrière heeft gemaakt.

## Werken

### La Fortezzaen ander werk
Rond 1470 schilderde Botticelli het allegorische en realistische La Fortezza ("De standvastigheid"), een van de zeven Deugden. De andere zes werden gemaakt door de gebroeders Antonio
en Piero Pollaiuolo. Alle zeven bevinden zich nu in het Uffizi-museum in Florence.
In een werk uit 1475, dat de Aanbidding van Jezus door de drie Koningen uitbeeldt, beeldde Botticelli zichzelf af.

### Grote werken
De bekendste twee schilderijen van Botticelli zijn:
- La Primavera (rond 1478)
- De Geboorte van Venus (rond 1485)

Deze twee schilderijen werden gemaakt in opdracht van leden van de familie De Medici, die in het quattrocento (de 15e eeuw) Florence domineerden en de schone kunsten en de klassieke filosofie zeer genereus ondersteunden.
In Botticelli's tijd was Lorenzo de' Medici de baas in Florence, maar van de precieze relatie tussen hem en zijn familie enerzijds en Botticelli anderzijds is weinig bekend. In het humanistische milieu rond deze familie had men een ruime blik op religie, zodat een heidense voorstelling zoals de Geboorte van Venus kon doorgaan voor een verwijzing naar de "goddelijke liefde".
Beide werken hangen in het Uffizi en zijn wellicht geïnspireerd door het werk van de 15e-eeuwse dichter Angelo Poliziano. Deze schilderijen zijn een duidelijk voorbeeld van Botticelli's meest gewaardeerde stijl, die zich kenmerkt door helderheid, scherpe contouren en sierlijke vormen. Twee werken uit dezelfde tijd, Venus en Mars en Pallas en de Centaur, zijn ook onder deze stijl te plaatsen. In latere werken, zoals La Callunia di Apelle en de Annunciatie zijn ook elementen van deze stijl terug te vinden.

#### La Primavera

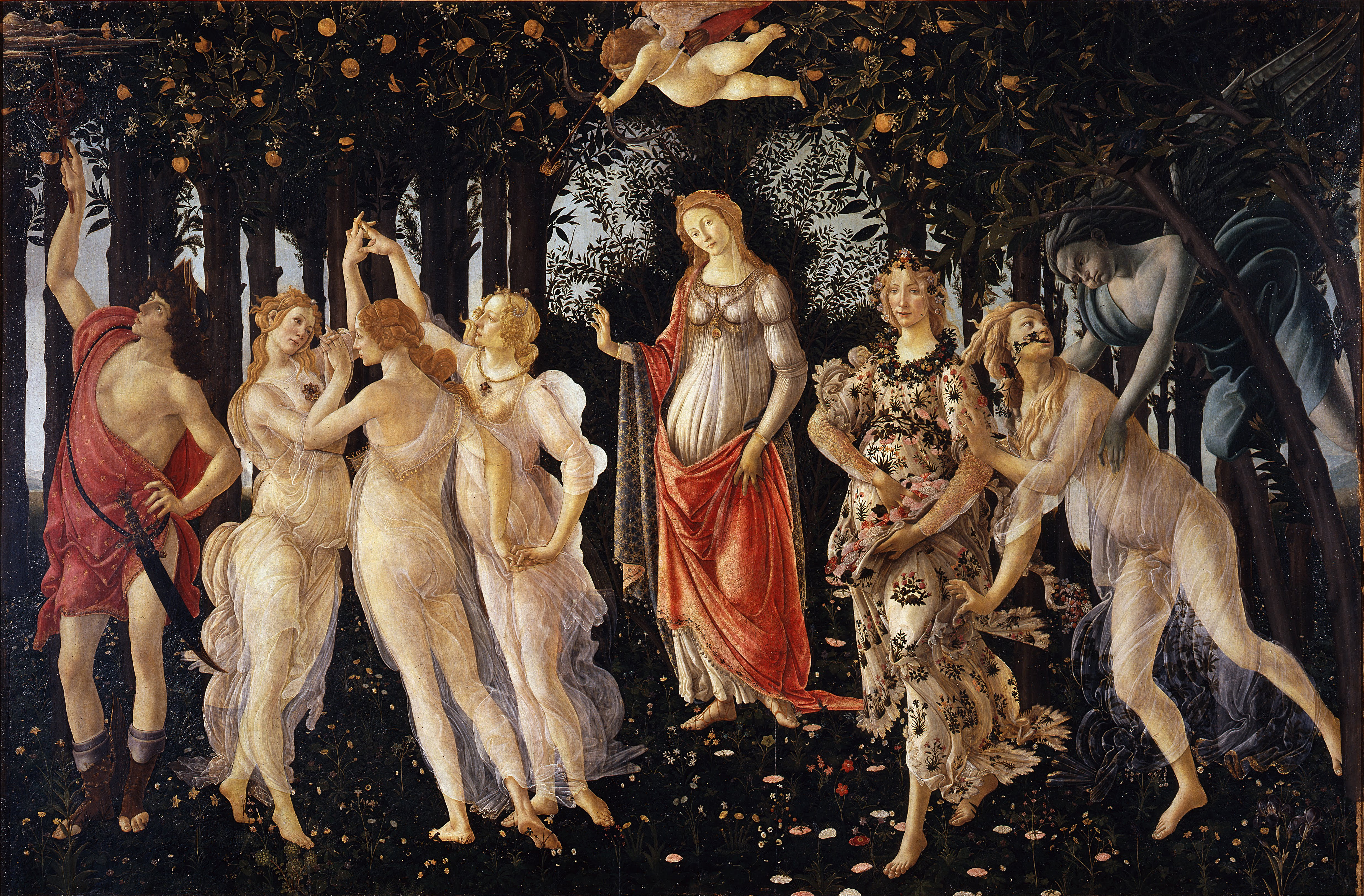
La Primavera, rond 1478, Uffizi-museum, Florence

La Primavera ("De Lente") is een allegorie op het begin van de lente en toont negen figuren, onder wie de godin Venus, haar geliefde, Hermes, en de lentegodin Flora. Het schilderij is waarschijnlijk gemaakt voor de bruiloft van een neef van Lorenzo de' Medici en heeft vervolgens in zijn slaapkamer gehangen. Daarna is het honderden jaren in de vergetelheid geraakt, om pas halverwege de 19e eeuw door het grote publiek ontdekt te worden. Sindsdien spreekt het schilderij tot de verbeelding, vooral omdat niet helemaal duidelijk is wat de schilder ermee bedoelde. Zo speelt zich aan de rechterkant mogelijk seksueel geweld af en staat het figuur links (Mercurius) mogelijk voor homoseksualiteit. Immers: hij plukt vruchten (die lust symboliseren), maar keert zich af van de vrouwen rechts van hem. Die vrouwen, waarvan er één (met verlangen?) naar Mercurius kijkt, zijn sinds de Romeinse tijd de eerste vrouwen die sensueel worden afgebeeld, hetgeen ervoor zorgt dat het schilderij als een keerpunt in de kunstgeschiedenis wordt gezien. Zeer opmerkelijk aan het schilderij zijn de bloemen: er zijn meer dan vijfhonderd verschillende soorten afgebeeld, vaak tot in het kleinste detail. Deze bloemen bloeien overigens niet allemaal in de lente; wat dat betreft heeft Botticelli enige artistieke vrijheid genomen.

Geboorte van Venus, rond 1485, Uffizi-museum, Florence

#### De Geboorte van Venus
De Geboorte van Venus beeldt ondanks de naam waaronder het bekend werd niet de eigenlijke geboorte van Venus af, maar haar aankomst, op een grote drijvende schelp, op het eiland Cyprus. Een van de Italiaanse euromunten (10 cent) toont een detail van dit werk, namelijk het hoofd van de godin.

### Illustraties bij Dante
Rond 1480 maakte Botticelli voor het eerst tekeningen bij Dantes Hel, de basis voor negentien gravures voor een editie van De goddelijke komedie met commentaar van de humanist Cristoforo Landino, die in 1481 verscheen. De afdrukken zijn klein en de tekeningen niet overgeleverd. Kunsthistorici menen dat alle bewaarde Dante-tekeningen van Botticelli voor een ander, later Dante-project waren.
Rond 1490 begon Botticelli aan een boek zoals er nog geen bestond. Waarschijnlijk voor opdrachtgever Lorenzo di Pierfrancesco de' Medici (1463-1503), die ook de Primavera besteld had, begon hij aan wat de eerste volledig geïllustreerde editie van De goddelijke komedie moest worden. Hij volbracht dit project niet; 92 perkamenten vellen met tekeningen in pen en bruine inkt voor het boek zijn bewaard gebleven, alle zo'n 32 × 48 cm in omvang, met de illustraties in de breedte (landschapformaat). Op de achterzijde van elk vel staat de tekst van een canto, zodat kunsthistorici ervan overtuigd zijn dat de opzet was om een boek te maken met de rug aan de bovenzijde, als een kalender, waarop opengeklapt boven de illustratie te zien was en onder de tekst van het bijbehorende canto. Was in alle eerdere geïllustreerde edities de tekst duidelijk het belangrijkste onderdeel, met de illustraties meestal klein daartussen gefrommeld of onderaan geplaatst, bij Botticelli kregen de illustraties en de tekst evenveel ruimte, met de afbeeldingen boven de tekst. Volgens kunsthistoricus Andrew Butterfield kende dit formaat in de geschiedenis van het Italiaanse boekontwerp geen voorganger.
Drie van de illustraties zijn - soms gedeeltelijk - ingekleurd, waardoor kunsthistorici denken dat Botticelli van plan was alle illustraties te schilderen. Hij voltooide de tekeningen echter niet en kwam tot Canto 32 van het Paradijs, naar Butterfield meent omdat de taak de hemel gestalte te geven boven zijn macht was. De tekeningen vormen een opvallende uitzondering op Botticelli's gewoonte om weinig expressieve gelaatsuitdrukkingen aan zijn personages te geven; meestal is sprake van afstandelijke, geïdealiseerde gezichten. In contrast daarmee vormen deze tekeningen een volgehouden poging om het interne leven van de hoofdfiguren, hun gedachten en gevoelens, weer te geven en te onderzoeken. Concentratie, angst, liefde, en vooral de affectie tussen Dante en zijn gids Vergilius heeft Botticelli volgens Butterfield met veel gevoel en verbeeldingskracht weergegeven.
In boek 10 van de Louteringsberg beschrijft Dante drie verhalende reliëfs, onder meer voorstellende de Annunciatie, uit wit marmer vervaardigd door God zelf. Het gaat dan ook om ideale kunstwerken met een uitdrukkingsvermogen dat de krachten van stervelingen verre te boven gaat. Dantes beschrijving hiervan moet Botticelli zeer geprikkeld hebben, meent Butterfield: 'Zeker is de tekening van Dante en Vergilius terwijl ze deze reliëfs bestuderen bij mijn weten de grootste voorstelling uit de Renaissance van iemand die naar een kunstwerk kijkt.'

### De latere werken van Botticelli
Aan het einde van de 15e eeuw kwam de stad echter onder de invloed van de fanatieke boeteprediker Girolamo Savonarola. Botticelli stond op zich tweeslachtig tegenover Savonarola, maar psychisch had de crisis een erg negatieve invloed op hem. Gedurende de laatste twintig jaar van de 15e eeuw maakten hij en zijn medewerkers niettemin grote aantallen madonna's, die in die vrome tijd zeer goed verkochten en Botticelli erg veel geld opleverden.
Uit 1501 dateert zijn onconventionele Geboorte van Christus, dat geïnspireerd schijnt te zijn door Savonarola's gedachtegoed. Rond die tijd kwam Botticelli's gemoedstoestand tot uitdrukking in het reactionair en maniëristisch worden van zijn stijl. Ten opzichte van de vernieuwingen van Da Vinci en Michelangelo gold Botticelli rond 1500 als zo ouderwets dat zijn populariteit eronder leed. Er is dan ook weinig bekend van de tien jaar tot zijn dood in 1510. Vermoedelijk maakte hij toen minder geslaagde werken zoals een aantal piëta's.

## Musea

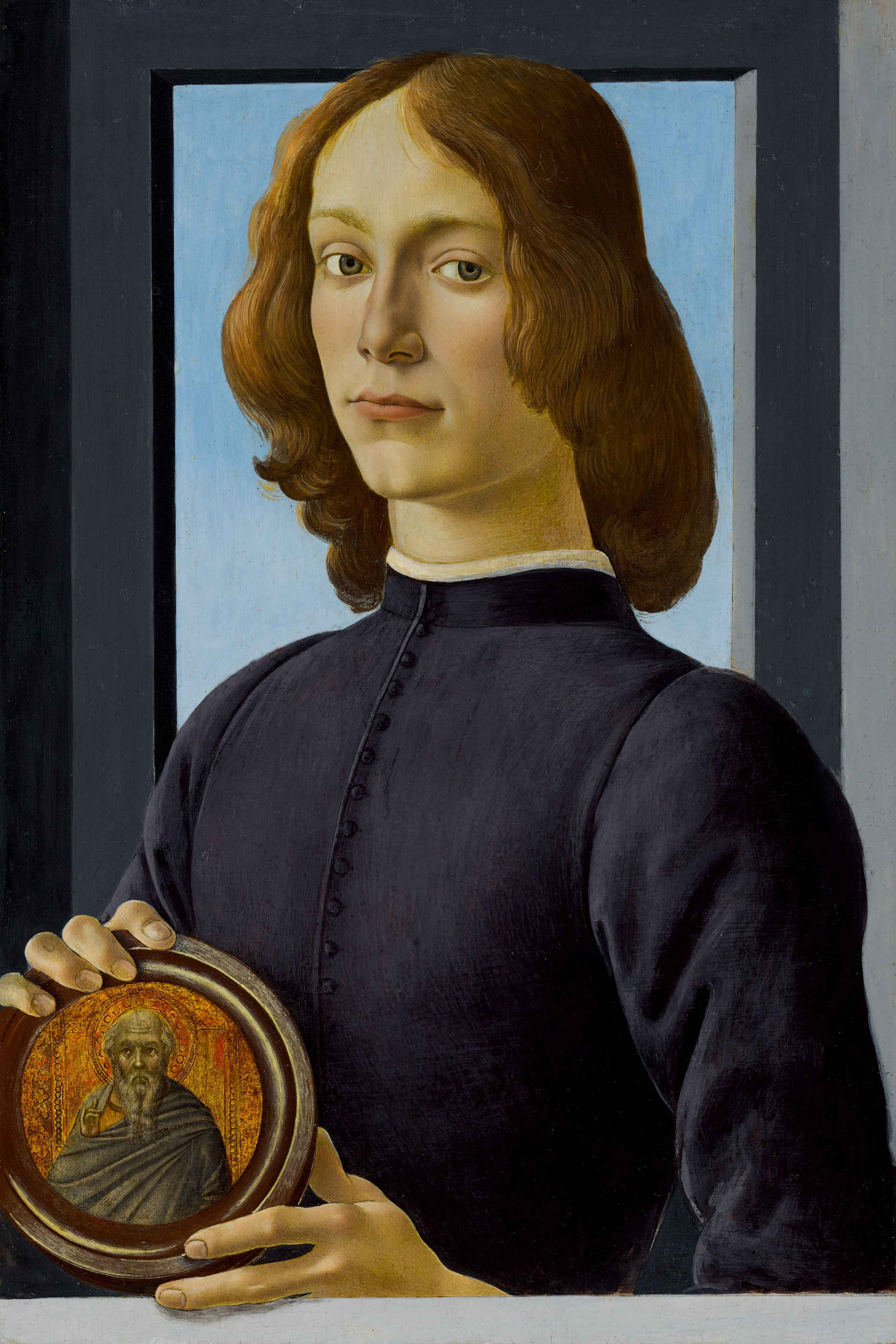
Portret van een jonge man die een medaillon vasthoudt, c. 1480–1485

De schilderijen van Sandro Botticelli bevinden zich in diverse musea, onder andere in:
- Alte Pinakothek in München; hier bevindt zich de Bewening van de dode Christus
- Hermitage in Sint-Petersburg
- Louvre in Parijs
- Metropolitan Museum of Art in New York
- Museo Poldi Pezzoli in Milaan
- National Gallery in Londen
- National Gallery of Art in Washington D.C.
- Uffizi-museum in Florence
- Museu de Arte de São Paulo in São Paulo

## Trivia
Op 28 januari 2021 werd in New York het werk "Portret van een jonge man die een medaillon vasthoudt" geveild voor het recordbedrag van 92,2 miljoen US dollar (~ 76 miljoen euro).